# Liu Jianan
Liu Jianan ou Lieou Kien-Ngan ou Liu Chien-an (劉建庵/刘建庵), né en 1917 dans le Shandong, mort en 1971, est un artiste graveur chinois.

## Biographie
À la fin de la seconde guerre mondiale, une très forte désillusion incite les artistes chinois les plus indépendants, à une réaction contre un art de propagande qui a tendance à se durcir. Et tandis que la plupart des peintres et graveurs politiquement motivés ne dévient pas d'un pouce du réalisme qu'engendre une idéologie rigide, d'autres s'orientent vers un style plus original et plus personnel, du moins le croient-ils. Liu Jianan se situe à la limite de ces deux groupes, doté, comme il l'est, d'un sens extrêmement plaisant de la décoration et d'une compréhension profonde des liens qui peuvent unir la Xylographie, de tradition séculaire en Chine, et les techniques modernes d'imprimerie.

Graveur bien connu, puisqu'il est en 1938 cofondateur de l'Association Nationale Anti-japonaise de Graveurs, il contribue, après la guerre à Shanghai, au développement de la mise en page des revues, notamment bien sûr des revues satiriques.